# Bad (album Michael Jackson)
Bad è il settimo album in studio del cantante statunitense Michael Jackson, pubblicato il 31 agosto 1987 dalla Epic Records.
Si tratta del terzo e ultimo album di Jackson ad essere co-prodotto dal suo storico produttore Quincy Jones, che lo aveva accompagnato durante la sua intera formazione artistica da cantante solista adulto dai tempi di Off the Wall (1979) e assistito nel suo raggiungimento della notorietà globale con l'album Thriller (1982). Esso fu composto con la volontà di rivisitare la formula vincente già pienamente collaudata con i dischi precedenti, ma inserendovi brani in grado di scalare le classifiche musicali pop singolarmente e con un tocco musicale più duro e tagliente.
Negli Stati Uniti esordì al primo posto della Billboard 200 e rimase nella Top 5 per 38 settimane, stabilendo il record di permanenza per un album, mentre a livello globale Bad diventò il primo album della storia a debuttare in vetta alle classifiche di 25 paesi del mondo, vendendo oltre 7 milioni di copie nella prima settimana di disponibilità. Dall'album furono estratti dieci singoli: I Just Can't Stop Loving You (in duetto con Siedah Garrett), Bad, The Way You Make Me Feel, Man in the Mirror, Dirty Diana, Another Part of Me, Smooth Criminal, Leave Me Alone, Liberian Girl e Speed Demon; i primi cinque finirono alla prima posizione di Billboard, stabilendo un nuovo primato nel Guinness. È stato l'album più venduto in patria nel 1987, nonché all'epoca il secondo di maggior successo nella storia della musica dietro a Thriller; ad oggi Bad conta più di 35 milioni di copie nel mondo, 11 delle quali negli Stati Uniti, ed è il dodicesimo album più venduto di tutti i tempi.
Considerato una vera e propria pietra miliare nella storia musicale, nonostante l'inevitabile confronto con Thriller, il successo di critica dell'album fu enorme e Bad ricevette otto nomination ai Grammy Awards, inclusa quella come Album dell'anno, vincendone due: uno nell'edizione del 1988 per gli ingegneri del suono Bruce Swedien e Humberto Gatica per la categoria Best Engineered Album Non-Classical, e uno nel 1990 come Miglior videoclip per il video musicale del singolo Leave Me Alone. Nel 1988 MTV conferì a Jackson il prestigioso Video Vanguard Award, un premio speciale assegnato per «contributi eccezionali di grande impatto» sui video musicali e sulla cultura popolare.
Nel 2009 la rivista Rolling Stone ha inserito Bad al 203º posto della sua lista dei 500 migliori album della storia, mentre nella classifica aggiornata al 2020 è salito alla 194ª posizione. Sempre nel 2009, VH1 lo ha collocato alla numero 43 della lista dei 100 migliori album di sempre della «MTV Generation», e il settimanale Slant Magazine stilò una rivista con inclusa la classifica dei 100 migliori album degli anni '80, all'interno della quale Bad occupa il 48º posto. Nel 2015 Billboard lo definì il 138º miglior album di tutti i tempi nella storia della Billboard 200. Compare inoltre nel volume 1001 Albums You Must Hear Before You Die.

## Descrizione

### Antefatti

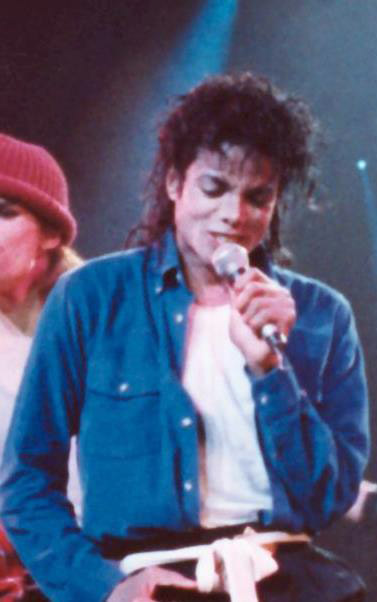
Michael Jackson si esibisce in The Way You Make Me Feel durante una tappa del Bad World Tour nel 1988

Gli album precedenti di Jackson, Off the Wall (1979) e Thriller (1982), erano stati un grande successo di pubblico e critica, vendendo rispettivamente all'epoca più di 20 e 65 milioni di unità in tutto il mondo, spingendo il cantante a prefissarsi per Bad l'ambiziosa prospettiva di vendere 100 milioni di copie. Dopo la promozione di Thriller, Jackson si era concesso un ultimo album coi fratelli, intitolato Victory (1984), nel quale, per la prima volta, cantavano tutti e sei i fratelli Jackson al completo. Il cantante iniziò a registrare demo per l'atteso seguito di Thriller già nel 1984, pochi giorni dopo la fine del Victory Tour dei Jacksons, e proseguì nel 1985, anno in cui scrisse con Lionel Richie il singolo We Are the World, prodotto da Quincy Jones e inciso dagli USA for Africa, i cui proventi furono interamente devoluti in beneficenza. Nel 1986 fu il protagonista del cortometraggio in 4D per i parchi divertimento della Disney Captain EO, diretto da Francis Ford Coppola e prodotto da George Lucas e che conteneva inoltre una prima versione dell'allora inedita Another Part of Me.
Durante i cinque anni che separarono Thriller e Bad il mondo della musica pop era nel frattempo cambiato e fecero la loro comparsa sulla scena artisti di successo come Madonna con gli album Like a Virgin (1984) e True Blue (1986), e la sorella minore di Michael, Janet Jackson, che con l'album Control (1986) riscosse un notevole successo a livello globale, soprattutto negli Stati Uniti. Ma tra tutti fu Prince, col suo album Purple Rain (1984), a venire eletto dai media dell'epoca come "il rivale" principale di Jackson. Se con l'album Thriller Jackson era stato inoltre il re incontrastato dei videoclip ora, grazie anche all'ascesa di MTV, anche tutti questi artisti producevano video grandiosi. Pertanto, nel campo del pop e dei video, in cui lui aveva regnato incontrastato nei primi anni '80, la concorrenza si era fatta agguerrita e il pubblico e i critici attendevano con ansia il suo ritorno, dato che non pubblicava un album da solista sin dal 1982.

### Produzione

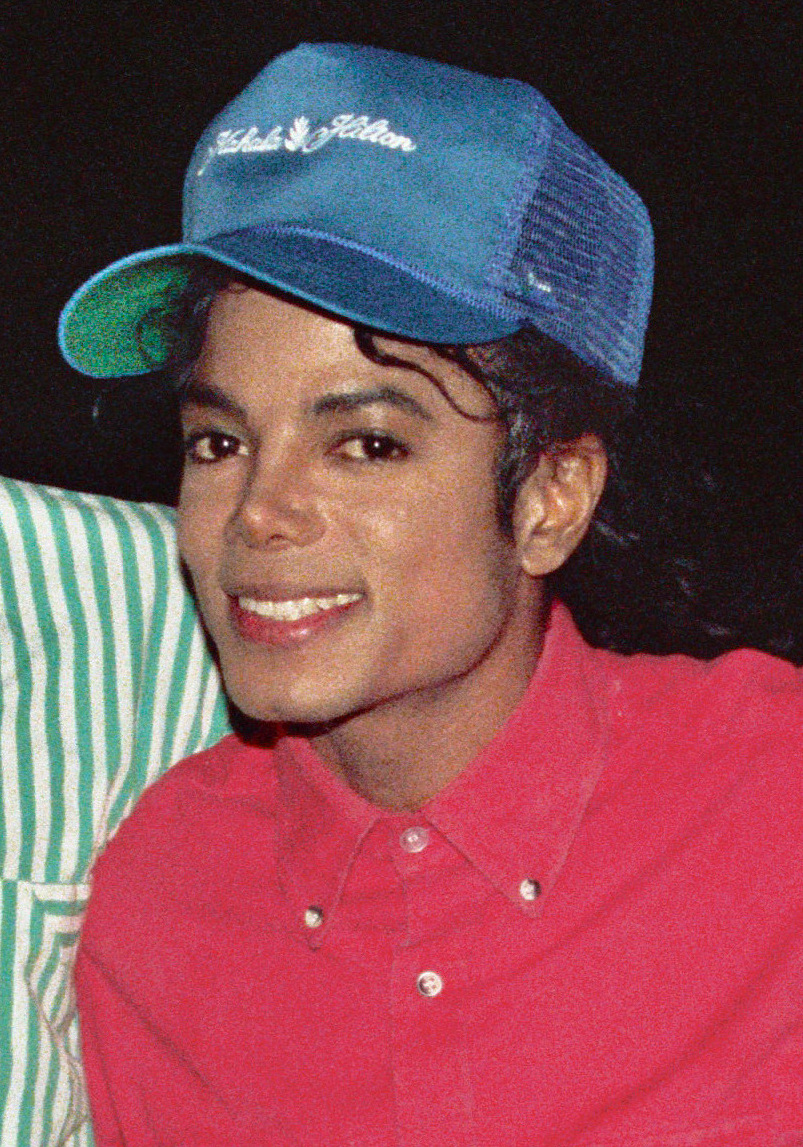
Jackson nel 1988 in un momento di pausa durante la promozione dell'album

Con Bad, Michael Jackson e Quincy Jones cercarono di ripetere la formula vincente di Thriller, ma con un tocco musicale più forte. I due tornarono a collaborare col "dream team" (chiamato da Jones, Jackson e gli altri collaboratori l'"A Team") degli album precedenti, tra i quali lo storico ingegnere del suono Bruce Swedien, e, per alcuni pezzi, cercarono la collaborazione di nuovi artisti emergenti dell'epoca o di grandi nomi affermati, la maggior parte dei quali però, vuoi perché intimiditi o per altri impegni, alla fine diedero forfait. Per ironizzare sulla loro presunta rivalità, sia Jackson sia Jones volevano che Prince duettasse con Jackson nella title track Bad, il cui testo venne pertanto scritto come un botta e risposta tra due immaginari capi di gang; il rocker di Minneapolis venne chiamato in studio di registrazione per ascoltare una demo, ma alla fine non se ne fece nulla dato il rifiuto dell'artista, che dichiarò che il pezzo sarebbe stato un successo anche senza di lui, e così Jackson finì per registrarla come solista. Jones chiamò anche i Run DMC, allora molto in voga dopo la loro versione del pezzo Walk This Way degli Aerosmith che aveva avuto un grande successo l'anno precedente, perché scrivessero una canzone per l'album. Il risultato fu un brano contro il crack intitolato Crack Kills, che però si fermò allo stadio di demo e venne scartata dalla tracklist finale. Anche per il duetto I Just Can't Stop Loving You vennero inizialmente invitate Whitney Houston e Barbra Streisand, che dovettero però rifiutare perché impegnate in altri progetti. Jones propose allora la corista semisconosciuta Siedah Garrett, che si trovava nello studio di registrazione per registrare i cori di Man in the Mirror, canzone scritta da lei e Glen Ballard, che a Jackson piacque così tanto che la scelse tra centinaia di demo che aveva ricevuto. L'unica collaborazione con un grande nome andata in porto fu pertanto quella con Stevie Wonder nel duetto Just Good Friends, che però non fu accolto molto bene da critica e pubblico e rimase l'unica canzone dell'album a non essere realizzata come singolo.

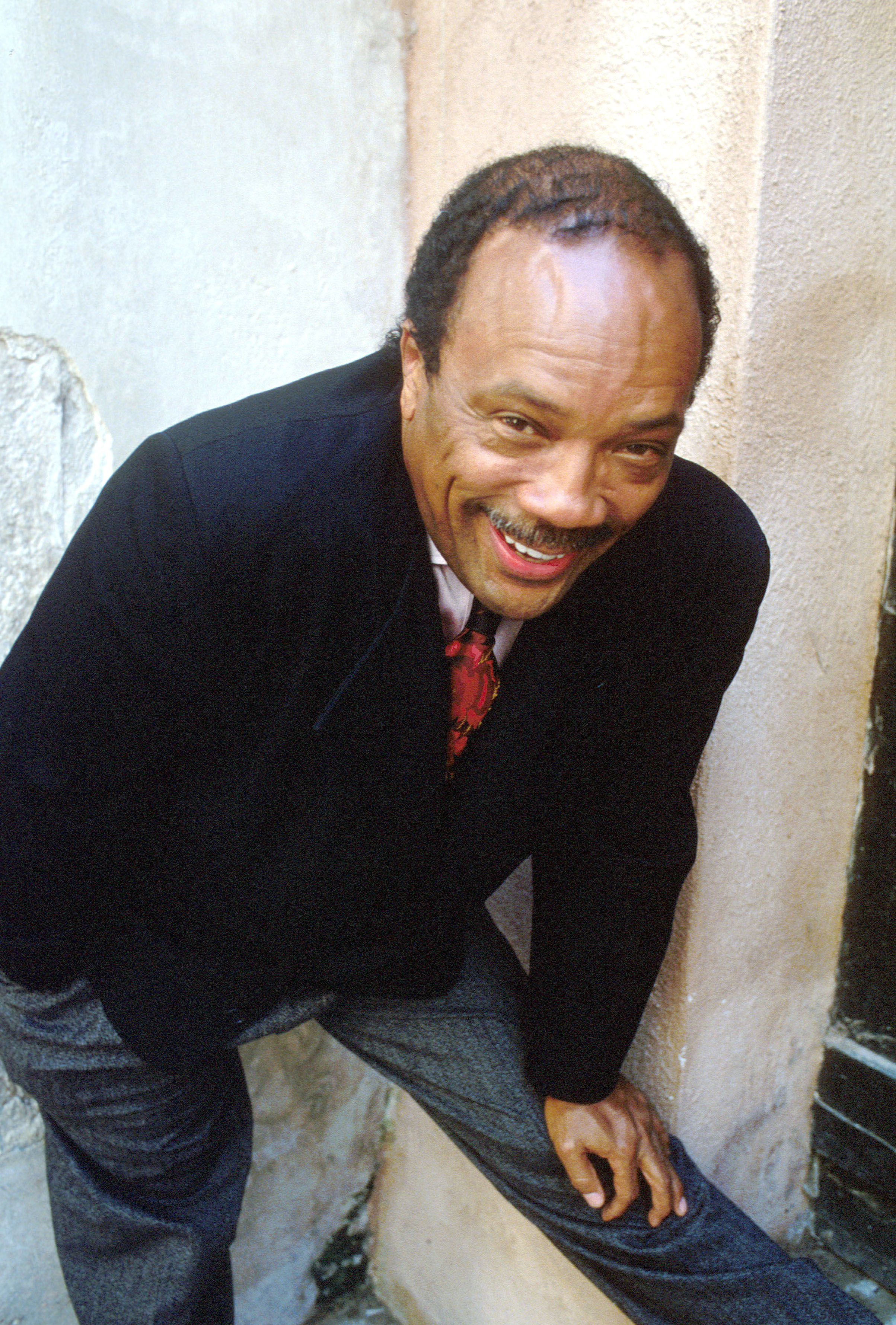
Il produttore dell'album, Quincy Jones a Venezia nel 1989

Jackson e Jones vollero inoltre rompere nuovamente le barriere razziali, realizzando canzoni che spaziavano tra vari generi musicali che non si fermassero solo al soul, al funk o all'R&B, generi in cui all'epoca venivano ancora ghettizzati gli artisti di colore; per esempio, anche per Bad i due vollero un pezzo hard rock, come Beat It lo era stato per l'album Thriller, così nacque la canzone Dirty Diana. Se per Beat It avevano chiamato Eddie van Halen per suonare la chitarra elettrica, per Dirty Diana venne chiamato il chitarrista Stevie Stevens, all'epoca membro della band di Billy Idol.
Jackson finì per scrivere nove degli undici pezzi contenuti nell'album. Intervistato da Rolling Stone, il produttore Quincy Jones ha dichiarato:
(Quincy Jones, 2017)

### Le canzoni
L'album si apriva con due pezzi funky, ovvero la title track Bad e The Way You Make Me Feel, proseguiva con la ballata Liberian Girl per poi virare violentemente con Speed Demon e il duetto Just Good Friends, con cui si concludeva il lato A. Il lato B si apriva con la nuova versione di Another Part of Me (che era stata riarrangiata e pertanto era leggermente diversa da quella che si era potuta ascoltare in Captain EO l'anno prima) e proseguiva col primo pezzo gospel mai interpretato da Jackson, Man in the Mirror, seguito dal secondo duetto dell'album, I Just Can't Stop Loving You, continuava poi col pezzo hard rock Dirty Diana accompagnato dalla chitarra elettrica di Stevie Stevens e si concludeva con il pezzo noir Smooth Criminal. Solo nella versione CD venne aggiunta come traccia bonus Leave Me Alone, che in tutte le successive versioni dell'album farà parte definitivamente della tracklist.
I temi trattati nei testi delle canzoni contenute nell'album spaziano dall'importanza di opporsi al bullismo e alla violenza delle gang (Bad), all'amore e romanticismo (The Way You Make Me Feel, Liberian Girl, Just Good Friends e I Just Can't Stop Loving You), ai temi cinematografici (Speed Demon e Smooth Criminal), al messianesimo e speranza per il futuro (Another Part of Me), alla paranoia (Dirty Diana), all'auto-miglioramento e la pace nel mondo (Man in the Mirror), fino ad arrivare alla critica contro i maggiori detrattori del cantante: i media scandalistici e i tabloid (Leave Me Alone).

## Pubblicazione e promozione

### Singoli
Anticipato dal singolo I Just Can't Stop Loving You, pubblicato nel luglio 1987 ed arrivato alla prima posizione in vari paesi, tra cui nella classifica di Billboard, in quella del Regno Unito e in quella europea, l'album uscì in tutto il mondo il 31 agosto 1987 debuttando in vetta alle classifiche di 25 paesi del mondo. Con questo disco il cantante stabilì un nuovo record nel Guinness dei primati: quello del maggior numero di singoli estratti da uno stesso album arrivati in vetta alla Billboard Hot 100, ovvero cinque.
Per due anni vennero pubblicati una serie di singoli, accompagnati da elaborati videoclip, per pubblicizzare l'album: nel 1987 uscirono I Just Can't Stop Loving You, Bad e The Way You Make Me Feel, nel 1988 fu il turno di Man in the Mirror, Dirty Diana, Another Part of Me e Smooth Criminal e, infine, nel 1989 vennero pubblicati Leave Me Alone, Liberian Girl e il singolo promozionale radiofonico Speed Demon.

### I video e il filmMoonwalker

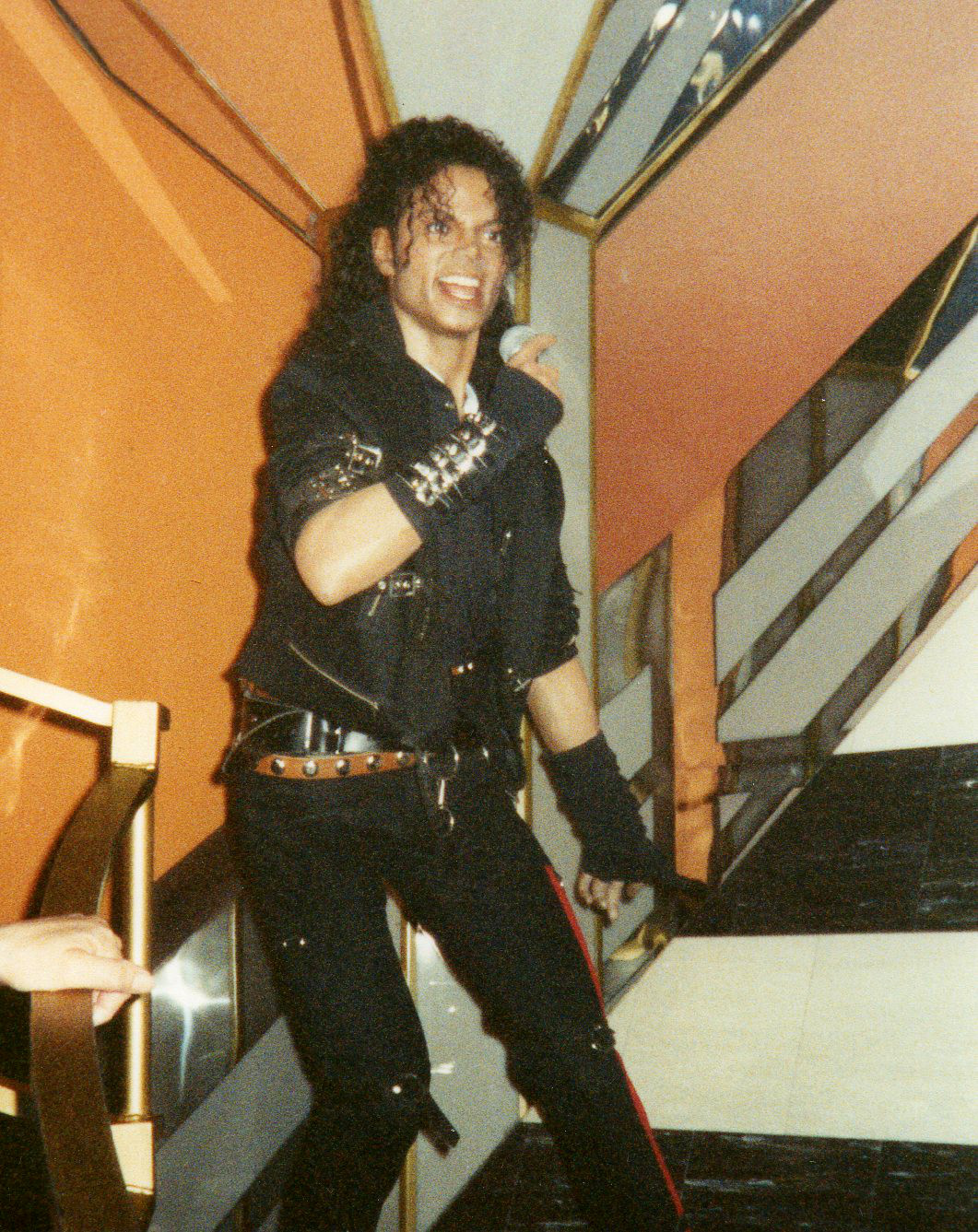
Statua di cera di Jackson del Madame Tussauds di Londra che ritrae il cantante col look col quale appariva nel video di Bad.

L'album Bad venne pubblicizzato ampiamente tramite l'utilizzo dei videoclip. Se il primo singolo, I Just Can't Stop Loving You non venne accompagnato da un video, Jackson chiese invece a Martin Scorsese di girare il video del secondo singolo, Bad, che venne realizzato in una stazione della metropolitana di New York, che fu chiusa per una settimana per le riprese e costò oltre 2 milioni di dollari, diventando all'epoca il più costoso della storia superando il record dello stesso Jackson, che all'epoca apparteneva al video di Thriller. Durava 18 minuti e trattava, come la canzone, della violenza delle gang di strada e dell'importanza della scolarizzazione e conteneva inoltre una complessa coreografia. Il video suscitò anche l'attenzione dei giornali scandalistici dato che mostrava per la prima volta il cambiamento fisico del cantante, dovuto principalmente alla vitiligine e alla chirurgia estetica. La stampa, dato lo schiarimento della pelle, gli dedicò molti servizi e i tabloid fecero congetture soprattutto sulle possibili origini del cambiamento di colore. Ai tabloid, Jackson rispose col videoclip di Leave Me Alone, che iniziava mostrando alcune copertine che riportano pettegolezzi e gossip sull'artista e ironizza su di essi per tutta la durata del video.
Il secondo video realizzato per la promozione dell'album Bad fu quello di The Way You Make Me Feel; diretto da Joe Pytka e ambientato per le strade di Los Angeles, vedeva Jackson tentare di conquistare una ragazza, impersonata dalla modella Tatiana Thumbtzen, per poi lanciarsi in un'elaborata coreografia di danza. Steven Spielberg, in una lettera indirizzata al regista, lo definì all'epoca il suo video preferito in assoluto. Lo stesso Spielberg, all'epoca amico di Jackson, apparve poi in un cameo nel video dell'ultimo singolo estratto, Liberian Girl, assieme ad altre star, tra le quali Dan Aykroyd, David Copperfield, Whoopi Goldberg, John Travolta e Olivia Newton-John.
I video di Dirty Diana e Another Part of Me mostravano invece Jackson che si esibiva sul palco mentre quello di Speed Demon venne realizzato con l'aiuto dell'animazione in plastilina in stop motion.

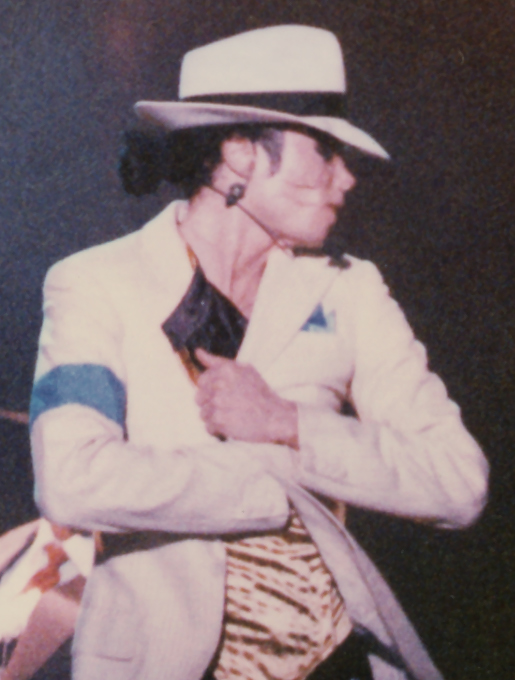
Jackson reinterpreta Smooth Criminal dal vivo in un successivo tour.

Ma il video di maggior impatto, dopo quello del singolo Bad, fu quello per il singolo Smooth Criminal, inserito come cortometraggio principale nel film di Jackson, Moonwalker del 1988, un lungometraggio musicale che ripercorreva la carriera dell'artista e conteneva al suo interno anche un'esibizione live di Man in the Mirror e i video delle canzoni Speed Demon, Leave Me Alone e Come Together. Il video di Smooth Criminal aveva uno stile noir, complesse coreografie ed effetti speciali all'avanguardia per l'epoca, come la scena in cui Jackson e i suoi ballerini si inclinavano in avanti a 45 gradi, sfidando la forza di gravità, un passo che lo stesso Jackson in seguito avrebbe registrato presso l'ufficio brevetti degli Stati Uniti.

### Bad World Tour

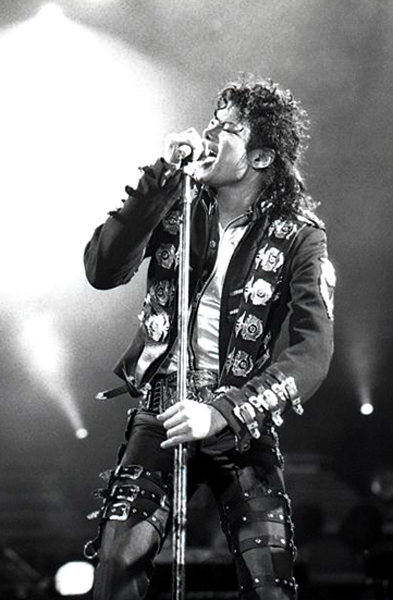
Michael Jackson interpreta Wanna Be Startin' Somethin' durante una tappa del Bad World Tour a Vienna

Il tour in supporto all'album Bad, il Bad World Tour, fu il primo tour da solista di Jackson. Il tour iniziò il 12 settembre 1987 a Tokyo e finì circa un anno e mezzo dopo, il 27 gennaio 1989 a Los Angeles; le tappe furono eseguite in tutto il mondo ed ebbe un totale di 4,4 milioni di spettatori, stabilendo così un record assoluto che sarà successivamente battuto dall'HIStory World Tour dello stesso Jackson, che raggiunse un totale di 4,5 milioni di spettatori. Nel tour, che ebbe un incasso lordo di oltre 125 milioni di dollari, vennero cantate anche le canzoni degli album Off the Wall, Thriller e Triumph (dei The Jacksons) insieme a quelle di Bad.

### Ripubblicazione
In occasione dei trent'anni di carriera di Michael Jackson, nel 2001, Bad fu riproposto in edizione speciale con tre bonus track e alcune interviste inedite.
Il 6 agosto 2007 Sony BMG ha ripubblicato l'album nell'edizione "Carbon Neutral Edition". In questa nuova versione, nella quale erano già usciti album di altri artisti come i Fugees o Simon & Garfunkel, la tracklist originale non è stata modificata. La peculiarità della serie "Carbon Neutral Edition" consiste nella pubblicazione di musica su supporti audio più ecologici di quelli tradizionali, realizzati con materiali a basso impatto ambientale.
Il 18 settembre 2012 è stata pubblicata un'edizione speciale del disco in occasione del 25º anniversario dalla sua prima uscita, Bad 25: l'edizione standard contiene il disco originale rimasterizzato più un CD bonus con versioni remix e materiale inedito; l'edizione Deluxe include anche un CD e un DVD live entrambi contenenti il concerto che Michael Jackson tenne al Wembley Stadium di Londra il 16 luglio 1988 durante il Bad World Tour; l'edizione Target contiene i due CD più un DVD con tutti i video musicali dei singoli estratti da Bad.

## Accoglienza

### Critica
| Recensione                    | Giudizio |
| ----------------------------- | -------- |
| Robert Christgau              | B+       |
| AllMusic                      |          |
| The New York Times            |          |
| The Rolling Stone Album Guide |          |
| Rolling Stone                 |          |
| Yahoo! Music                  |          |

Bad ha ricevuto per la maggior parte recensioni positive dai critici musicali nel corso degli anni; nonostante alcuni di essi abbiano notato come l'album non sia riuscito a eguagliare la ricchezza musicale e il successo di Thriller, altri lo hanno ritenuto un album all'altezza del predecessore.
Robert Christgau per The Village Voice scrisse un'aspra critica dell'album, lamentando la mancanza di colpi di genio come Beat It o Billie Jean, e dichiarando che la canzone che vi si avvicinava di più era Leave Me Alone, mentre definì Dirty Diana «misogino come qualsiasi pezzo metal...». Il critico descrisse però nell'insieme Bad come «maestria da studio» definendolo «l'album black pop più forte e coerente degli ultimi anni», assegnandogli una valutazione B+.
Davitt Sigerson della rivista Rolling Stone sostenne che «anche senza una pietra miliare come Billie Jean, Bad rimane comunque un lavoro al di sopra degli standard di Thriller». Sigerson osservò inoltre come alcuni singoli contenuti all'interno dell'album, come Speed Demon, Liberian Girl e Dirty Diana abbiano reso Bad «più ricco, sexy e molto migliore dei precedenti lavori del cantante».
Anche il Los Angeles Times parlò di Bad come di «un rispettabile successore di Thriller» definendolo però un album «dagli obiettivi relativamente modesti» e lodando alcune canzoni dell'album come «l'atmosfera cupa, tropicale e le sfumature jazz» di Liberian Girl, «lo shuffle saltellante» di The Way You Make Me Feel, «il pezzo rock high-tech» Speed Demon, «il pesante riffer R&B» Another Part of Me e definendo Dirty Diana «una canzone hard-rock che viene mandata in orbita dall'assolo di chitarra di Steve Stevens». Mentre ritenne invece inferiori I Just Can't Stop Loving You, definita «una ballata leggera e priva di sostanza», e il suo intro «un soliloquio pensato per essere rivelatore, tenero e vulnerabile, ma con il suo timbro tremante e la musica inquietante dietro, risulta un po' raccapricciante, come Norman Bates che si prepara per Psycho IV» (a causa di critiche come questa, l'intro parlato venne infatti rimosso da tutte le successive ristampe dell'album), e Smooth Criminal, che venne invece definita «una canzone strana, balbuziente, cupa e criptica».

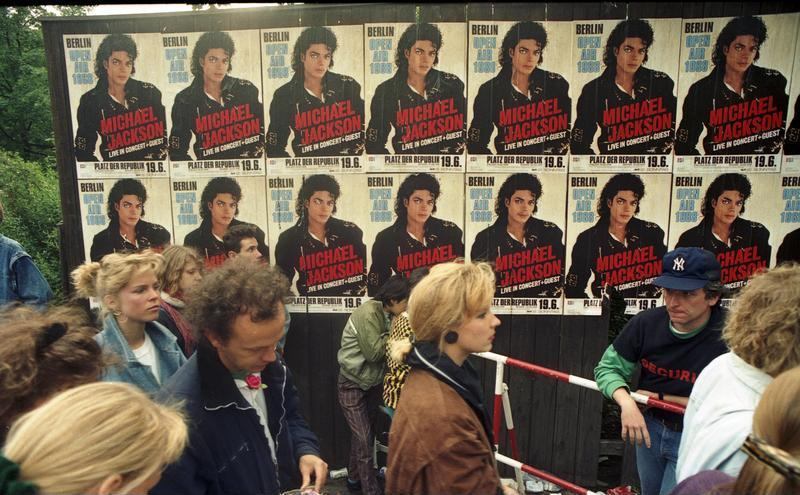
Fan di Jackson in coda a Berlino Ovest per un concerto del Bad World Tour nel 1988.

Il New York Times fece anch'esso l'immancabile confronto col precedente album Thriller di Jackson e definì Bad «un brillante disco dance high-tech solo un po' eccentrico ai margini». Parlando della voce del cantante, scrisse: «Ha portato i suoi manierismi vocali anche oltre (le prese di fiato, le esitazioni, le urla) che si sommano a un canto solista che trova percussioni in ogni consonante e ritmo incrociato» e concluse definendolo «un disco dance ben fatto e orecchiabile di un'enigmatica pop star».
Stephen Thomas Erlewine di AllMusic ha assegnato all'album un voto di quattro stelle su cinque, commentando: «Con Bad, Michael è riuscito a rimanere fedele al suo stile abituale e a ripetere la formula vincente di Thriller aldilà dei suoi orizzonti musicali».
Negli anni l'album ha continuato a suscitare l'interesse del pubblico e della critica musicale; nel 2017, nella sua recensione per i trent'anni dall'uscita dell'album, il critico Zach Schonfeld di Newsweek si chiese: «Come diavolo crei un seguito di Thriller? È come fare il seguito della Bibbia.» aggiungendo: «Bad, più di ogni altro album di MJ, sembra un documento di transizione: un ponte tra la sua celebrità degli anni '80 e gli orribili scandali che hanno minacciato di oscurare il suo personaggio pubblico negli anni '90. I pezzi meno conosciuti sono più strani (Speed Demon) e più arrabbiati (Leave Me Alone) di qualsiasi cosa apparsa su Thriller o Off the Wall, mentre i successi hanno contribuito a definire il suono del pop di fine anni '80».

### Premi e riconoscimenti
Bad ottenne otto nomination ai Grammy Awards: nell'edizione 1988 ottenne una nomination come Album dell'anno, una come Miglior interpretazione pop maschile e una come Miglior interpretazione R&B maschile per il singolo Bad, una per Jackson e Jones come Produttore dell'anno (non classico) e vincendone uno da Bruce Swedien e Humberto Gatica per la categoria Album meglio ingegnerizzato (non classico). Nell'edizione del 1989 Jackson venne candidato, assieme al duo Garrett-Ballard, al premio alla Registrazione dell'anno per Man in the Mirror. Mentre nell'edizione 1990 venne candidato a due Grammy: uno come Miglior video di lunga durata per Moonwalker (perdendo tuttavia in favore del corto Rhythm Nation Film di sua sorella Janet) e uno come Miglior videoclip corto per Leave Me Alone, vincendo in quest'ultima categoria. La canzone Bad vinse inoltre un premio come Miglior singolo Soul/R&B agli American Music Award 1988. Nel 2003 l'album si piazzò alla posizione numero 202 della lista dei 500 migliori album secondo Rolling Stone, mentre nella sua versione riveduta e aggiornata al 2020 venne collocato alla posizione numero 194.

## Tracce
Testi e musiche di Michael Jackson, eccetto dove indicato.
1. Bad – 4:08
2. The Way You Make Me Feel – 4:58
3. Speed Demon – 4:01
4. Liberian Girl – 3:53
5. Just Good Friends (feat. Stevie Wonder) – 4:07 (Terry Britten, Graham Lyle)
6. Another Part of Me – 3:54
7. Man in the Mirror – 5:19 (Glen Ballard, Siedah Garrett)
8. I Just Can't Stop Loving You (feat. Siedah Garrett) – 4:25
9. Dirty Diana – 4:53
10. Smooth Criminal – 4:17
11. Leave Me Alone – 4:40 – bonus track

Tracce bonus nella Special Edition del 2001
1. Intervista # 1 a Quincy Jones – 4:03
2. Streetwalker – 5:49
3. Intervista # 2 a Quincy Jones – 2:53
4. Todo Mi Amor Eres Tu (feat. Siedah Garrett) – 4:05 – versione in spagnolo di I Just Can't Stop Loving You
5. Intervista # 3 a Quincy Jones – 2:30
6. Introduzione a Fly Away – 0:08
7. Fly Away – 3:26

- Nota: in tutte le riedizioni dell'album, come anche nell'edizione speciale del 2001, cinque tracce sono state modificate:
  - Bad (in versione 7" Single Mix senza fiati tranne nell'ultimo ritornello) - 4:08
  - The Way You Make Me Feel (con parti vocali e cori nel finale) - 4:58
  - I Just Can't Stop Loving You (in versione 7" Single Mix senza l'introduzione parlata) - 4:12
  - Dirty Diana (in versione 7" Single Mix) - 4:41
  - Smooth Criminal (senza sospiri drammatici nell'intro e con traccia di basso con nuovo missaggio) - 4:17

## Outtake
Michael Jackson realizzò circa 60 canzoni per l'album, per poi sceglierne solo undici. Qui di seguito è riportata la lista di alcuni outtakes conosciuti delle sessioni di Bad:

### Demo
- Get in to the Groove (demo originario di Black or White) *
- Hot Fever (titolo originario di The Way You Make Me Feel)
- Pyramid Girl (demo di Liberian Girl)
- Smooth Criminal (1985 demo) **
- Streetwalker (demo-rough mix) **

### Canzoni scartate
- Al Capone (seconda demo di Smooth Criminal, inclusa nel 2012 in Bad 25)
- Bad (versione inedita Pepsi Commercial del 1987) **
- Bumper Snippet *
- Cheater (inclusa in seguito nella raccolta The Ultimate Collection del 2004)
- Chicago 1945 **
- Crack Kills (con Run DMC)
- Don't Be Messin' 'Round (inclusa in seguito nell'album Bad 25)
- Fly Away (inclusa nella Special Edition del 2001 dell'album e successivamente in Bad 25)
- Free (inclusa in seguito nell'album Bad 25)
- Fantasy
- Groove of Midnight **
- Girls Of Another Love
- I'm So Blue (inclusa in seguito nell'album Bad 25)
- I'm Not Alone
- Je Ne Veux Pas La Fin De Nous (versione francese del brano I Just Can't Stop Loving You, inserita poi in Bad 25)
- Loving You (inclusa nel 2014, in versione moderna, nell'album postumo Xscape mentre la versione demo originale fu inclusa nella deluxe edition dello stesso album)
- Price of Fame (inclusa in seguito in Bad 25)
- Price of Fame (versione inedita Pepsi Commercial del 1987) **
- Song Groove (a.k.a. Abortion Papers) (inclusa in seguito in Bad 25)
- Streetwalker (inclusa nella Special Edition del 2001 dell'album e poi in Bad 25)
- Todo Mi Amor Eres Tu (versione spagnola del brano I Just Can't Stop Loving You, apparsa prima nel 1987 nel singolo originale per il mercato Iberico, nel 2001 nella special edition dell'album e poi in Bad 25)
- Tomboy
- The Sky Is The Limit
- Throwing Your Life Away **
- Turning Me Off
- What's Your Life
- What You Do To Me

* Canzoni trapelate in versione incompleta in rete
** Canzoni trapelate in rete

## Successo commerciale
Alla fine dell'intera operazione le vendite dell'album vennero calcolate in 45 milioni di copie, mentre quelle dei singoli superarono i 13 milioni. Gli Stati Uniti e il Regno Unito sono state le nazioni dove l'album ebbe maggior successo: negli USA ha venuto oltre 11 milioni di copie, mentre in Gran Bretagna le vendite sono state di circa 4,7 milioni di copie raggiungendo il 7º posto nella classifica degli album più venduti di sempre in quel paese. Dopo la morte di Michael Jackson, avvenuta il 25 giugno 2009, tutti i suoi album, singoli e raccolte aumentarono esponenzialmente le vendite e anche Bad tornò ai primi posti delle classifiche mondiali degli album e dei singoli più venduti raggiungendo, inoltre, la posizione numero 3 in Italia e la numero 6 negli Stati Uniti.

## Classifiche

### Classifiche settimanali
| Classifica (1987) | Posizione massima |
| ----------------- | ----------------- |
| Australia         | 2                 |
| Austria           | 1                 |
| Brasile           | 3                 |
| Canada            | 1                 |
| Danimarca         | 36                |
| Francia           | 1                 |
| Germania          | 1                 |
| Giappone          | 1                 |
| Italia            | 1                 |
| Messico           | 13                |
| Norvegia          | 1                 |
| Nuova Zelanda     | 1                 |
| Paesi Bassi       | 1                 |
| Polonia           | 4                 |
| Portogallo        | 22                |
| Regno Unito       | 1                 |
| Spagna            | 2                 |
| Stati Uniti       | 1                 |
| Svezia            | 1                 |
| Svizzera          | 1                 |

### Altre classifiche
| Classifica di fine anno (1987) | Posizione |
| ------------------------------ | --------- |
| Italia                         | 7         |
| Classifica (2009)              | Posizione |
| Italia                         | 3         |
| Stati Uniti                    | 6         |